# 용담초등학교
용담초등학교는 대한민국 충청북도 청주시 상당구 용담동에 있는 공립 초등학교이다.

## 학교 연혁
- 1971년 3월 5일 청주용담국민학교 개교(11학급 편성)
- 1984년 3월 12일 병설유치원 인가 개설
- 1990년 8월 1일 27학급 편성(현양원분교장 편입)
- 1996년 3월 1일 용담초등학교로 명칭 변경
- 2003년 10월 23일 다목적 강당‘용담관’개관
- 2004년 6월 30일 현양원분교장 준공
- 2023년 12월 29일 제52회 졸업식(총 7,986명, 본교 53명, 분교5명)
- 2024년 3월 1일 제26대 남정호 교장 부임
- 2024년 3월 1일 21학급 편성(본교11, 특수3, 분교4, 분교특수1, 유치원1, 유치원특수1)

## 학교 상징
- 교화 - 개나리 : 아름답고 밝게 자라자
- 교목 - 소나무 : 힘차고 바르게 자라자

## 소속 분교
- 현양원분교

## 참고 자료
- 용담초등학교 - 한국교육학술정보원 학교알리미